# Eugenia Podborówna
Eugenia Podborówna (wł. Eugenia Berterman z domu Podbór) (ur. 23 października 1897 w Warszawie, zm. 16 stycznia 1975 tamże) – polska aktorka teatralna.

## Życiorys
Urodziła się w rodzinie Jana i Salomei. Po ukończeniu gimnazjum uczyła się w Warszawskiej Szkole Dramatycznej, od 1916 występowała w Teatrze Letnim, w 1919 ukończyła naukę. Od 1922 przez dwa sezony występowała w Teatrze Miejskim w Toruniu, w 1924 przeprowadziła się do Poznania, gdzie przez sześć lat była związana ze sceną Teatru Polskiego. Sezon 1930/1931 spędziła występując w lwowskich Teatrach Miejskich. W listopadzie 1945 zaczęła występować w Teatrze Nowym w Poznaniu, w marcu 1950 powróciła do Warszawy i otrzymała etat w Teatrze Powszechnym. W 1955 przeszła do Teatru Domu Wojska Polskiego, a następnie do Teatru Dramatycznego. Od sezonu 1957/1958 grała w Teatrze Klasycznym, od 1 września 1963 przeszła na emeryturę, ale sporadycznie pojawiała się na scenie do końca 1964. Przez wiele lat mieszkała w Legionowie i czuła się z tym miastem związana, dopiero po śmierci partnera Tadeusza Chmielewskiego przeprowadziła się do Warszawy. Spoczywa na Cmentarzu ewangelicko-augsburskim w Warszawie (aleja 8, grób 5).